# Alexandru Vlahuță (okręg Vrancea)
Alexandru Vlahuță – wieś w Rumunii, w okręgu Vrancea, w gminie Dumbrăveni. W 2011 roku liczyła 70
mieszkańców